# Georgios Roubanis
Georgios Roubanis (řecky Γεώργιος Ρουμπάνης; 15. srpna 1929 Tripolis – 11. února 2025 Athény) byl řecký atlet, jehož specializací byl skok o tyči.
Třikrát reprezentoval na letních olympijských hrách. Největšího úspěchu dosáhl v roce 1956 na olympijských hrách v australském Melbourne, kde vybojoval výkonem 450 cm bronzovou medaili. Zúčastnil se také olympiády v Helsinkách v roce 1952, kde v kvalifikaci nezvládl základní výšku a LOH 1960 v Římě, kde rovněž neprošel sítem kvalifikace.
Mezi jeho další úspěchy patří 6. místo na evropském šampionátu v Bernu v roce 1954 a stříbrná medaile, kterou získal o rok později na středomořských hrách v Barceloně.
Svou kariéru ukončil v roce 1961.